# Coppa di Serbia e Montenegro (pallavolo maschile)
La Coppa di Serbia e Montenegro era un trofeo nazionale serbo-montenegrino, organizzato dalla Federazione pallavolistica della Serbia e Montenegro.

## Storia
La Coppa della Repubblica Federale di Jugoslavia viene istituita nel 1992 come erede della Coppa di Jugoslavia per effetto della dissoluzione della Repubblica Socialista Federale di Jugoslavia e della nascita della Repubblica Federale di Jugoslavia, formata da Serbia e Montenegro.
Nel 2003 il trofeo cambia denominazione in Coppa di Serbia e Montenegro seguendo le vicende politiche del Paese che, cambiando la sua natura da federazione a confederazione, viene ribattezzato Serbia e Montenegro.
Con l'ottenimento dell'indipendenza da parte del Montenegro nel 2006, il trofeo cessa di esistere e viene sostituito da analoghe competizioni per le due nuove nazioni, la Coppa di Serbia e la Coppa di Montenegro.
Nelle prime due edizioni il trofeo ricalca la struttura della Coppa della Repubblica Socialista Federale di Jugoslavia, con una fase finale a round-robin; in seguito la fase finale diventa a eliminazione diretta.

## Albo d'oro
| Edizione                                                                   | Edizione          | Podio               | Podio                                     | Podio               |
| Anno                                                                       | Sede della finale | Campione            | Risultato                                 | Finalista           |
| -------------------------------------------------------------------------- | ----------------- | ------------------- | ----------------------------------------- | ------------------- |
| Dal 1992 al 2002 la competizione è denominata Coppa di Jugoslavia          |                   |                     |                                           |                     |
| 1992 Dettagli                                                              | Novi Sad          | Vojvodina           | Round-robin                               | Stella Rossa        |
| 1993 Dettagli                                                              | Belgrado          | Stella Rossa        | Round-robin                               | Vojvodina           |
| 1994 Dettagli                                                              | Aranđelovac       | Vojvodina           | 3 - 1 (8-15, 15-4, 15-0, 15-10)           | Partizan            |
| 1995 Dettagli                                                              | Novi Sad          | Vojvodina           | 3 - 0 (15-10, 15-8, 15-3)                 | Partizan            |
| 1996 Dettagli                                                              | Novi Sad          | Vojvodina           | 3 - 1 (12-15, 15-9, 15-1, 15-9)           | Partizan            |
| 1997 Dettagli                                                              | Belgrado          | Stella Rossa        | 3 - 2 (9-15, 13-15, 15-10, 15-4, 15-9)    | Partizan            |
| 1998 Dettagli                                                              | Novi Sad          | Vojvodina           | 3 - 1 (15-12, 9-15, 15-5, 15-11)          | Stella Rossa        |
| 1999 Dettagli                                                              | Belgrado          | Stella Rossa        | 3 - 2 (38-36, 28-26, 14-25, 23-25, 20-18) | Budućnost Podgorica |
| 2000 Dettagli                                                              | Novi Sad          | Budućnost Podgorica | 3 - 2 (16-25, 21-25, 25-15, 25-21, 17-15) | Partizan            |
| 2001 Dettagli                                                              | Budua             | Budvanska rivijera  | 3 - 1 (17-25, 25-15, 25-20, 25-21)        | Vojvodina           |
| 2002 Dettagli                                                              | Budua             | Budvanska rivijera  | 3 - 0 (26-24, 25-18, 25-15)               | Budućnost Podgorica |
| Dal 2003 al 2005 la competizione è denominata Coppa di Serbia e Montenegro |                   |                     |                                           |                     |
| 2003 Dettagli                                                              | Budua             | Vojvodina           | 3 - 1 (23-25, 25-23, 25-19, 25-20)        | Stella Rossa        |
| 2004 Dettagli                                                              | Budua             | Vojvodina           | 3 - 2 (25-18, 24-26, 25-19, 20-25, 15-10) | Budvanska rivijera  |
| 2005 Dettagli                                                              | Budua             | Vojvodina           | 3 - 0 (25-21, 25-16, 25-23)               | Budućnost Podgorica |